# Amman Citadel Inscription

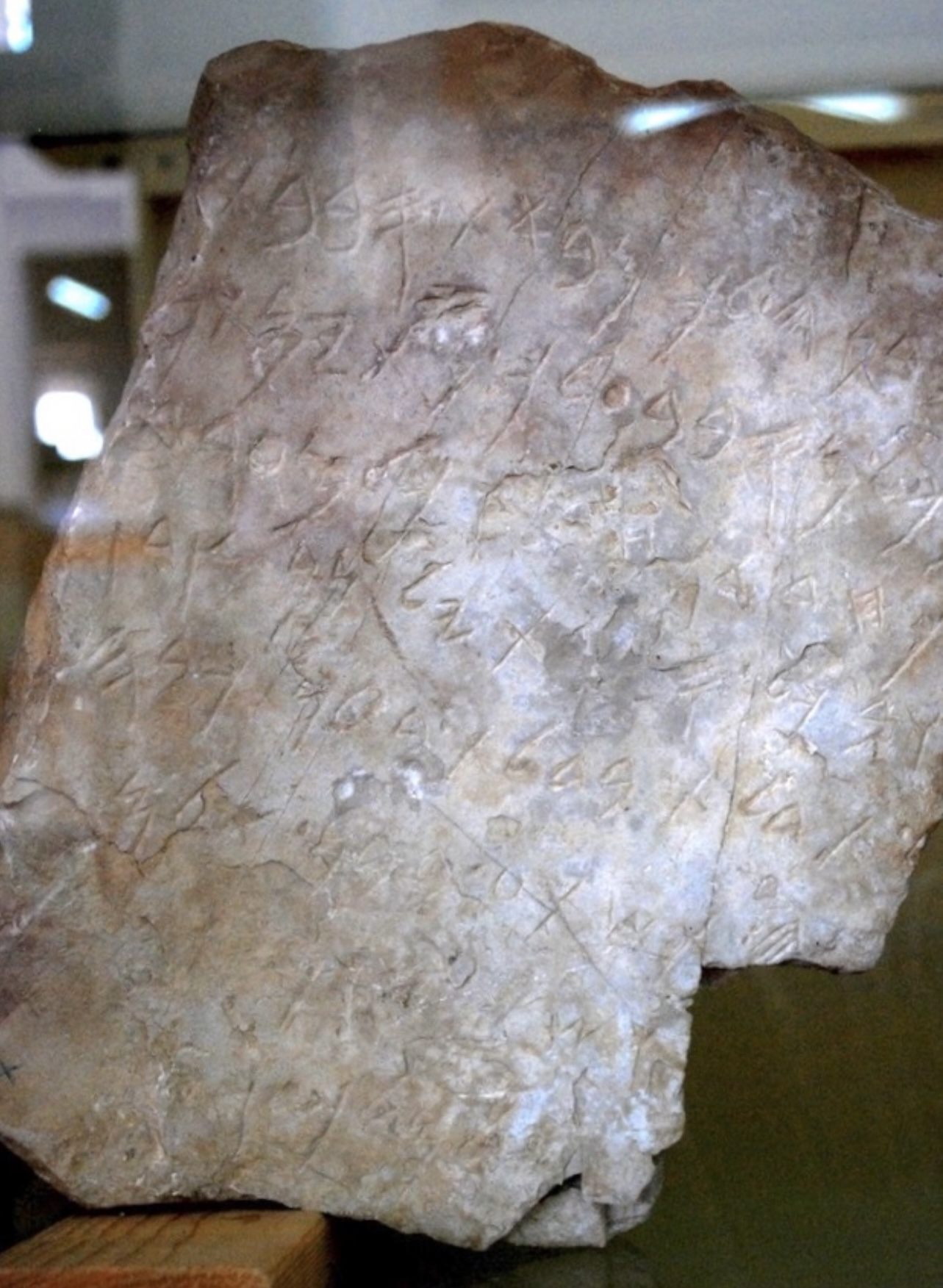
Die Amman Citadel Inscription im archäologischen Museum in Amman

Die Amman Citadel Inscription ist eine Inschrift in ammonitischer Sprache, die 1961 auf dem Zitadellenhügel von Amman, dem Dschabal al-Qalʿa, in einem eisenzeitlichen Kontext gefunden wurde. Die Inschrift befindet sich heute im archäologischen Museum in Amman.

## Beschreibung
Die Inschrift ist in einen weißen Kalksteinblock von ca. 26 × 19 cm Höhe und Breite von ungleicher Stärke eingehauen. Alle vier Seiten sind unregelmäßig behauen. Offensichtlich sind Teile des ursprünglichen Blockes abgebrochen. An der unteren rechten Ecke ist eine rechtwinklige Aussparung, was auf planmäßige Entfernung bei Sekundärverwendung schließen lässt. Die Oberfläche des Steins zeigt Abplatzungen, die eventuell auf das Behauen bei jener Entfernung zurückzuführen sind. Dennoch sind die meisten Buchstaben gut erkennbar. Der Stein weist keine Erosionsspuren auf und war daher vermutlich kaum der Witterung ausgesetzt.
Die Inschrift enthält noch acht Zeilen. Links und rechts fehlen jeweils Teile, auch die untere Zeile scheint noch nicht das Ende der Inschrift zu enthalten. Da über der oberen Zeile jedoch noch Platz ist und die sonstigen Zeilenabstände regelmäßig sind, stellt die erste erhaltene Zeile vermutlich auch die erste Zeile der Inschrift dar.

## Paläographie
In den acht Zeilen der Inschrift sind etwa 100 Buchstaben enthalten, die sich auf ca. 33 Worte verteilen lassen. Worttrenner sind im Allgemeinen gesetzt, die Abstände zwischen den Buchstaben schwanken allerdings. Insbesondere in Zeile 5 ist daher die Aufteilung in einzelne Wörter schwierig.
Form und Größe einzelner Buchstaben schwanken beträchtlich. Offenbar stammt die Inschrift von einer wenig geübten Hand. Zahlreiche Buchstaben weisen besondere Formen auf. Das Chet hat lediglich zwei Querbalken, gegenüber den sonst regulären drei. Die Mescha-Stele oder die Statue des Jarich-Asar haben ebenfalls nur zwei Querbalken. Das Tet hat statt des üblichen Kreuzes nur einen Querbalken im Kreis und ähnelt so bereits dem griechischen Theta. Das Ajin ist nach oben bereits leicht geöffnet, was in phönizischen Inschriften erst ab dem 5. Jahrhundert auftritt, in kursiven Schrifttypen jedoch schon früher. Eine auffällig abweichende Form zeigt auch das Tzade, welches allerdings auch in den übrigen Inschriften der Region eine große Bandbreite an Formen aufweist. Aufgrund der Parallelen legt sich somit eine paläographische Datierung der Inschrift um 800 v. Chr. oder etwa 50 Jahre früher nahe. Damit ist die Amman Citadel Inscription das bisher älteste erhaltene Zeugnis ammonitischer Sprache.

## Inhalt
Aufgrund des fragmentarischen Charakters der Inschrift bleibt auch ihr Inhalt vielfach unsicher. Es handelt sich offenbar um eine Bauinschrift. Zeile 1 bietet vermutlich eine Einleitungsformel, nach welcher der Gott Milkom dem literarischen Ich der Inschrift den Auftrag zum Bau gegeben hat. Die folgenden Zeilen spezifizieren dann den Auftrag, seine Ausführung und enthalten Fluchformeln (Letzteres in Zeile 2/3).